# Іванівська волость (Маріупольський повіт)
Іванівська волость — історична адміністративно-територіальна одиниця Маріупольського повіту Катеринославської губернії із центром у селі Іванівка.
Утворена наприкінці 1890-тих років виокремленням із Благодатівської й Миколаївської волостей.
За даними на 1908 рік у волості налічувалось єдине поселення, загальне населення волості — 7870 осіб (4220 чоловічої статі та 3650 — жіночої), 1237 дворових господарств.